# Rimae Liebig
Rimae Liebig – dawna grupa rowów  na powierzchni Księżyca o średnicy około 140 km. Znajduje się na współrzędnych selenograficznych ☾ 20,0°S 45,0°W/-20,000000 -45,000000. Nazwa tego systemu kanałów została nadana w 1985 roku przez Międzynarodową Unię Astronomiczną i pochodzi od pobliskiego krateru Liebig. Rów ten jest przedłużeniem Rimae Mersenius i współcześnie nie jest uważany za odrębną grupę.